# Перама (Аттика)
Пе́рама (греч. Πέραμα) — город в Греции, западный пригород Афин. Расположен на высоте 5 метров над уровнем моря у подножия Эгалео, на северо-восточном берегу залива Сароникос, напротив острова Саламин, в 8 километрах к северо-западу от Пирея, в 14 километрах к юго-западу от центра Афины, площади Омониас, и в 34 километрах к западу от международного аэропорта «Элефтериос Венизелос». Административный центр одноимённой общины (дима) в периферийной единице Пирей в периферии Аттика. Население — 25 389 жителей по переписи 2011 года. Площадь — 14,729 квадратного километра. Плотность — 1723,74 человека на квадратный километр. Димархом на местных выборах в 2014 году избран Иоанис Лагудакис (Ιωάννης Λαγουδάκης).
Город создан в 1920 году. В 1933 году (ΦΕΚ 109Α) создано одноимённое сообщество, в 1963 году (ΦΕΚ 45Α) — община.
Название города образовано от др.-греч. περάω / περῶ «проникаю, прохожу», от которого образовано πορθμός «место переправы, пролив; переправа, переезд», родственное русскому слову «паром». В городе действует паромная переправа на остров Саламин.
В городе находится судоремонтный завод. Город пересекает коммерческая железная дорога Триасио — Нео-Иконио, по которой TrainOSE осуществляет грузовые перевозки из порта на Фриасийскую равнину.

## Население
| Год  | Население, человек |
| ---- | ------------------ |
| 1920 | 22                 |
| 1928 | 331                |
| 1940 | 1462               |
| 1951 | 4900               |
| 1961 | 14 694             |
| 1971 | 18 258             |
| 1981 | 23 012             |
| 1991 | 24 773             |
| 2001 | 26 684             |
| 2011 | ↘ 25 389           |